# 우에무라 치카

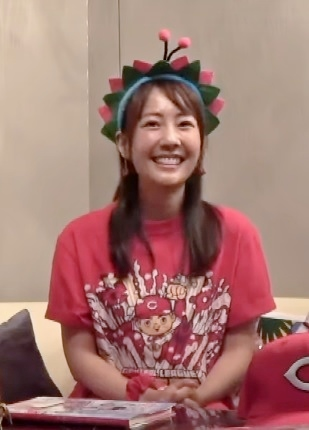
우에무라 치카

우에무라 치카(일본어: うえむら ちか, 1985년 9월 23일 ~ )는 일본의 배우이다.